# Conservas Garavilla
Il Grupo Conservas Garavilla S.L. è un'azienda spagnola del settore alimentare. Fondato nel 1922, produce conserve alimentari ittiche con il marchio Isabel, ed ha sede a Zamudio, nei Paesi Baschi. Dal 2016 è controllato dalla multinazionale italiana Bolton Group.

## Storia
La società Conservas Garavilla, S.A. fu costituita il 7 giugno 1922, con sede sociale a Bilbao e un capitale sociale di 500.000 pesetas, da José Garavilla y Quintana (1870-1934), che possedeva la totalità delle quote. Garavilla, imprenditore di famiglia di origine riojana, era attivo nel settore delle conserve ittiche dal 1887, quando fondò un piccolo opificio ad Elantxobe; nel 1917 fondò un'altra industria conserviera a Bermeo, La Equitativa, considerata come una delle più avanzate dell'epoca, tanto por le sue dimensioni, quanto per la tecnologia impiegata.
Nel 1930, la guida dell'azienda fu assunta da Estanislao Garavilla y Landeta (1911-1998), figlio del fondatore che lasciò per ragioni di salute. Dopo la sospensione delle attività durante la guerra civile spagnola, Garavilla viaggiò all'estero per apprendere i più avanzati sistemi di pesca, tecniche conserviere e gestione aziendale, e negli anni cinquanta e sessanta avviò un processo di espansione produttiva e commerciale della sua impresa, attraverso la creazione di nuovi stabilimenti - tra il 1954 e il 1967 a San Juan de la Arena, Mundaka, Vigo, Algeciras, La Línea de la Concepción, Arrecife e Las Palmas de Gran Canaria - e il potenziamento della rete di vendita in Spagna e all'estero. Nel 1961, il marchio La Equitativa fu sostituito da Isabel, che diverrà noto ai consumatori grazie ad importanti investimenti sulla pubblicità.
Nei decenni successivi, Conservas Garavilla ampliò e diversificò la sua produzione, e avviò anche la sua internazionalizzazione con l'apertura di impianti produttivi in Ecuador (1978) e Marocco (1993), e la chiusura degli stabilimenti di Lanzarote, Algeciras (2001) e Bermeo (2002). Divenuta società a responsabilità limitata nel 2010, la sede legale dell'azienda, che per dal 2002 era a Mundaka, viene trasferita a Zamudio. In quello stesso anno, il 55% delle azioni dell'azienda basca viene acquistato dal fondo di investimenti MCH Private Equity, che rivenderà nel 2015 alla multinazionale italiana Bolton Group; nel 2011, l'azienda basca acquisisce il controllo dell'azienda conserviera ittica galiziana Conservas Cuca S.A., che opera con i marchi Cuca e Massó.
Nel 2016, il Gruppo Garavilla passa interamente sotto il controllo della Bolton Group di Milano.

## Informazioni e dati
Il Grupo Conservas Garavilla S.L., con sede legale a Zamudio, nei Paesi Baschi, è la quarta azienda spagnola nel settore delle conserve alimentari ittiche, per dimensioni e fatturato. Produce e commercializza tonno in scatola e a filetti, mitili, sgombri, sardine e acciughe confezionate, con i marchi Isabel e Cuca.
L'azienda basca conta 11 filiali distributive in Belgio, Grecia, Italia, Lettonia, Moldavia, Paesi Bassi, Regno Unito, Repubblica Ceca, Romania, Serbia e Slovacchia, ed esporta i suoi prodotti in tutti i paesi d'Europa e America Latina; opera in quattro stabilimenti di produzione, dei quali due situati in Spagna (Mundaka e O Grove), uno in Marocco (Agadir) ed uno in Ecuador (Manta).  Possiede una flotta che gli assicura una pesca annuale tra le 35.000 e le 40.000 tonnellate di prodotto.
Nel 2011 impiegava 2.650 dipendenti, realizzava un fatturato di 280 milioni di euro, il 50% del quale realizzato grazie al mercato estero.